# Sabancuy
Isla Aguada ist eine Kleinstadt an einem Seitenarm der zum Teil palmen- und mangrovenbestandenen Südküste der Laguna de Términos im mexikanischen Bundesstaat Campeche.

## Lage und Klima
Der etwa 2 m bis 10 m hoch gelegene Ort Sabancuy liegt an einem Seitenarm der Laguna de Términos etwa 130 km (Fahrtstrecke) südwestlich von Campeche und etwa 83 km nordöstlich von Ciudad del Carmen. Das Klima ist meist schwülwarm bis heiß, Regen (ca. 1000 bis 1500 mm/Jahr) fällt überwiegend in den Sommermonaten.

## Bevölkerung
| Jahr      | 1900 | 1950 | 2000 | 2020 |
| Einwohner | 510  | 1028 | 5840 | 7744 |

Die meisten Einwohner der Kleinstadt sind indianischer Abstammung; auch der Anteil von Mestizen ist relativ hoch. Nur noch ein kleiner Teil der Einwohner der Gemeinde spricht den regionalen Maya-Dialekt; Umgangssprache ist meist Spanisch.

## Wirtschaft
Lange Zeit war der Ort nur ein Fischerdorf mit etwa 200 bis 500 Einwohnern. Erst im Jahr 1953 wurde der Ort durch eine ca. 1 km lange flache Brücke mit der Küstenstraße CN 180 verbunden. Seit dem Ende des 20. Jahrhunderts spielen der nationale und internationale Bade- und Tauchtourismus die wichtigsten Rollen im Wirtschaftsleben der Kleinstadt, was allerdings auch negative Folgen hat, denn es bestehen zunehmende Probleme durch die Einleitung (weitgehend) ungeklärter Abwässer.

## Geschichte
Sabancuy (ehemals Tixchel) war lange Zeit ein kleines Fischerdorf der Chontal-Maya, das im 15. und 16. Jahrhundert zum Maya-Reich von Acalan mit der Hauptstadt Itzamkanac (heute El Tigre am Río Candelaria) gehörte. Der Name Sabankuil erscheint erstmals im 18. Jahrhundert. Im Jahr 1994 erhielt der Ort die Stadtrechte (villa).

## Sehenswürdigkeiten
- Die Iglesia del Sagrado Corazón de Jesús ist ein Bau des ausgehenden 18. Jahrhunderts mit Hinzufügungen (Glockentürme) im 19. Jahrhundert.
- Es gibt auch eine Kirche der Adventisten.
- Die gesamte Laguna de Terminos ist seit 2004 als Naturschutzgebiet ausgewiesen; man kann tauchen aber auch Vögel und Delphine beobachten.
- In Kanus kann man zu den Mangrovensümpfen paddeln.
- Es gibt ein Unterwassermuseum (Museo de Arqueología Subacuática).